# Фраюнг
Фраюнг (нім. Freyung) — місто Німеччини, в адміністративному округу Нижня Баварія, землі Баварія. Адміністративний центр району Фраюнг-Графенау.
Населення складає 7083 особи, станом на 31 грудня 2014 року. Місто займає площу 48,64 км². Офіційний код міста — 09 2 72 118.
Місто поділяється на 27 міських районів.

## Розташування
Місто Фраюнг розташоване у Нижній Баварії. Воно входить до складу району Фраюнг-Графенау. Фраюнг знаходиться у мальовничому Баварському лісі, в 17 км. від німецько-чеського кордону. Найближчий міжнародний аеропорт знаходиться в Мюнхені.  

## Галерея

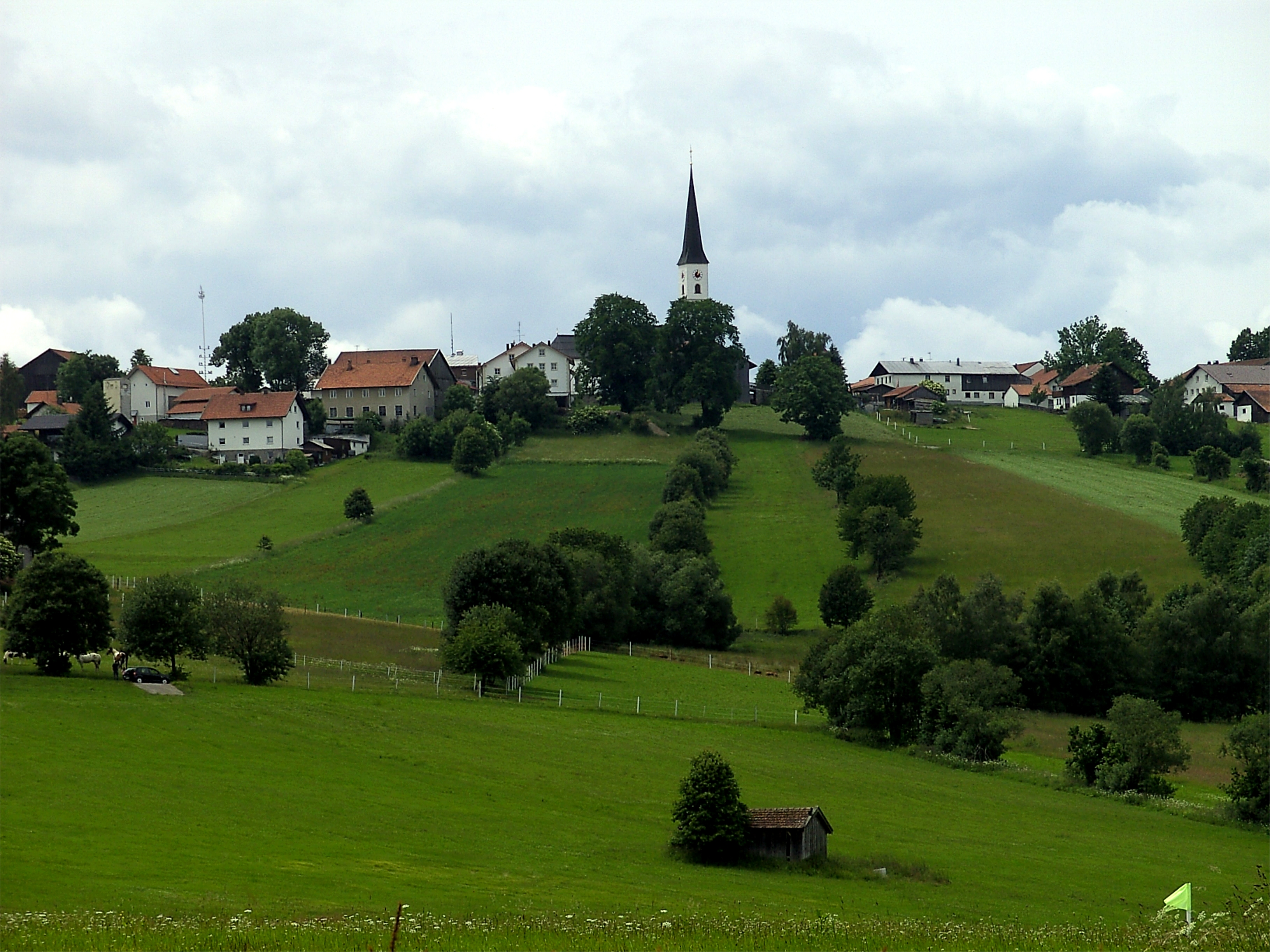
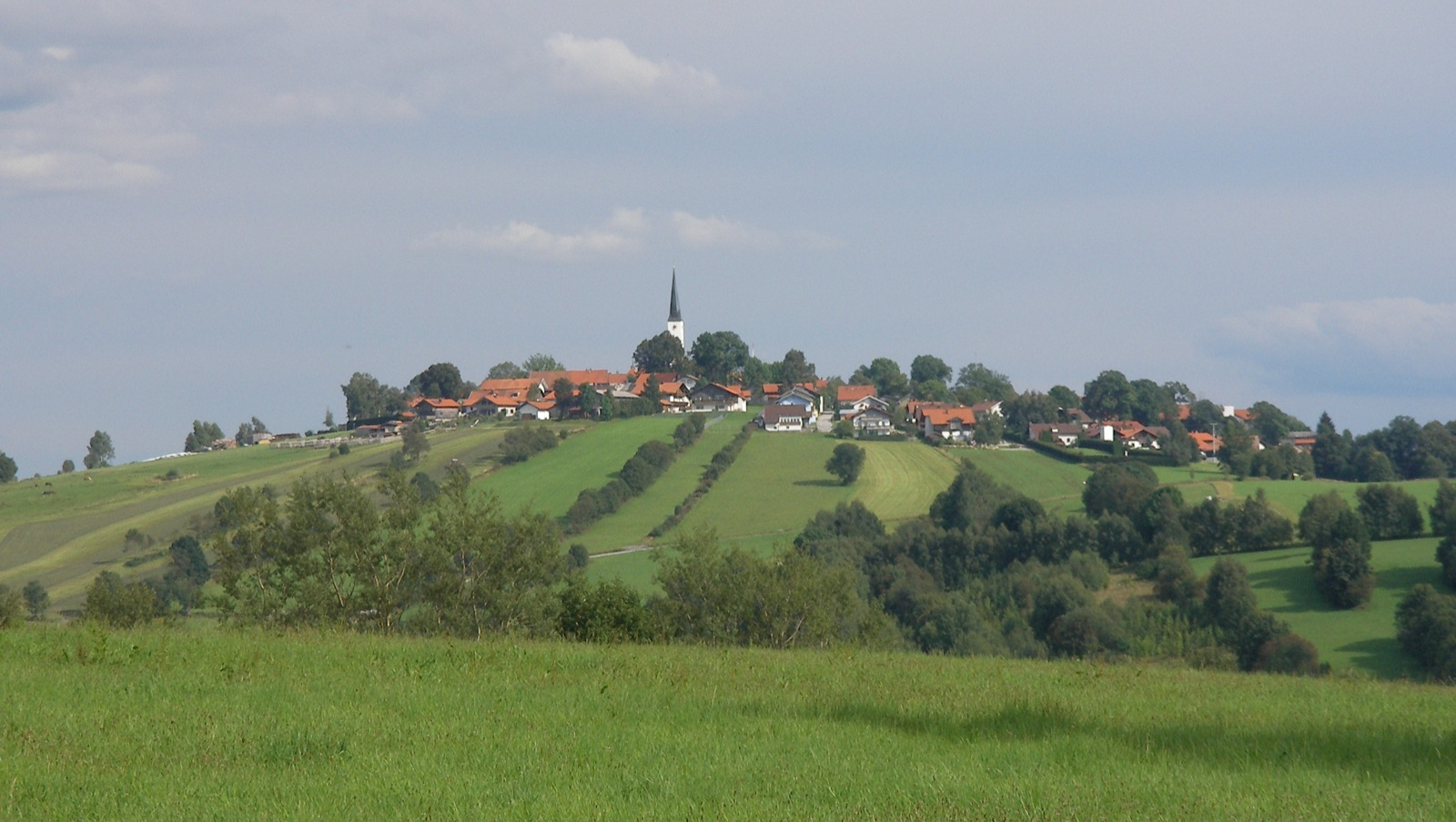
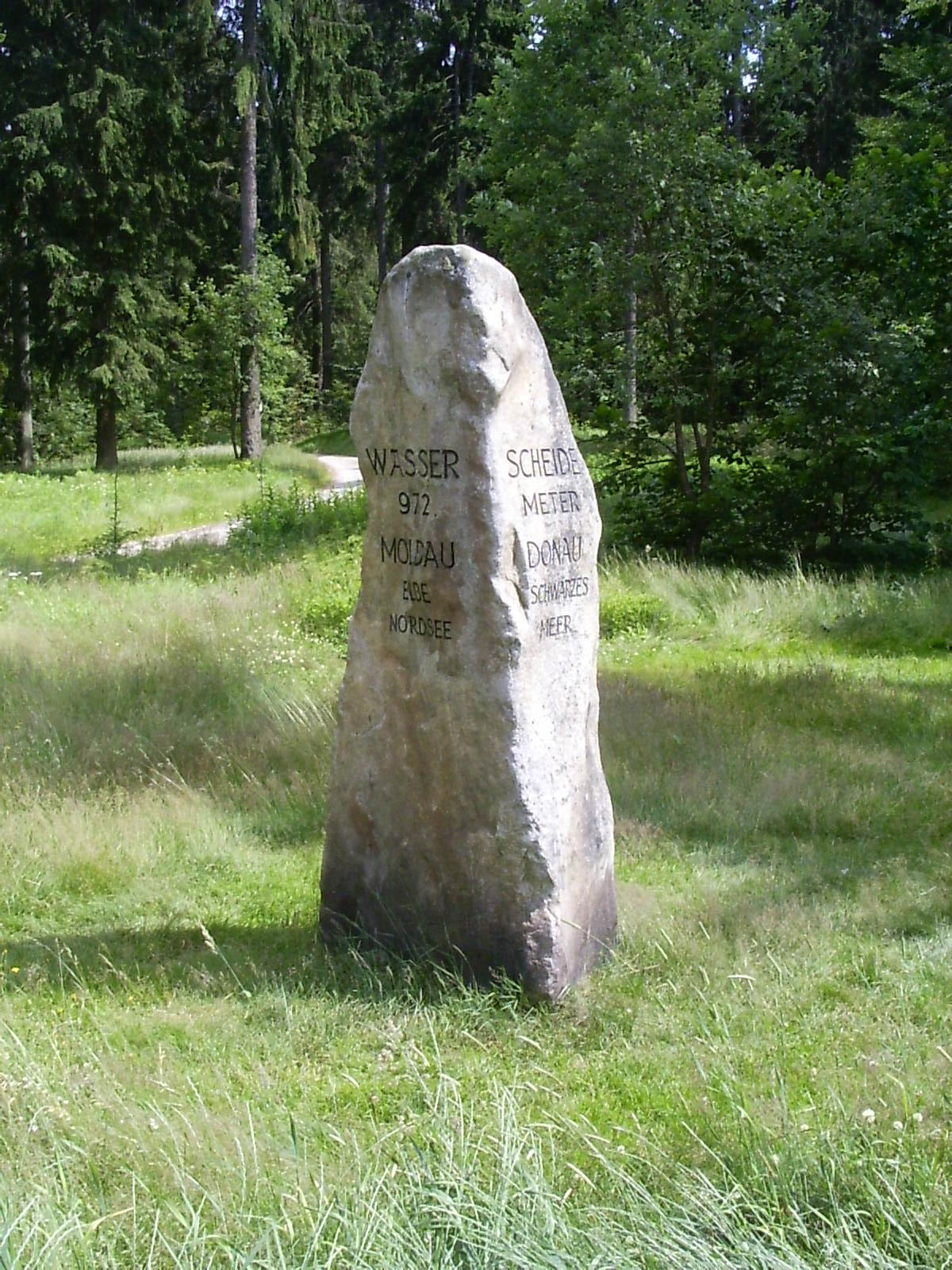
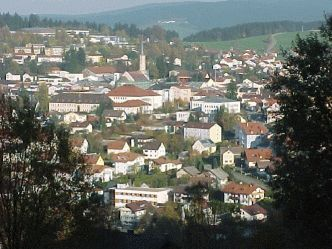
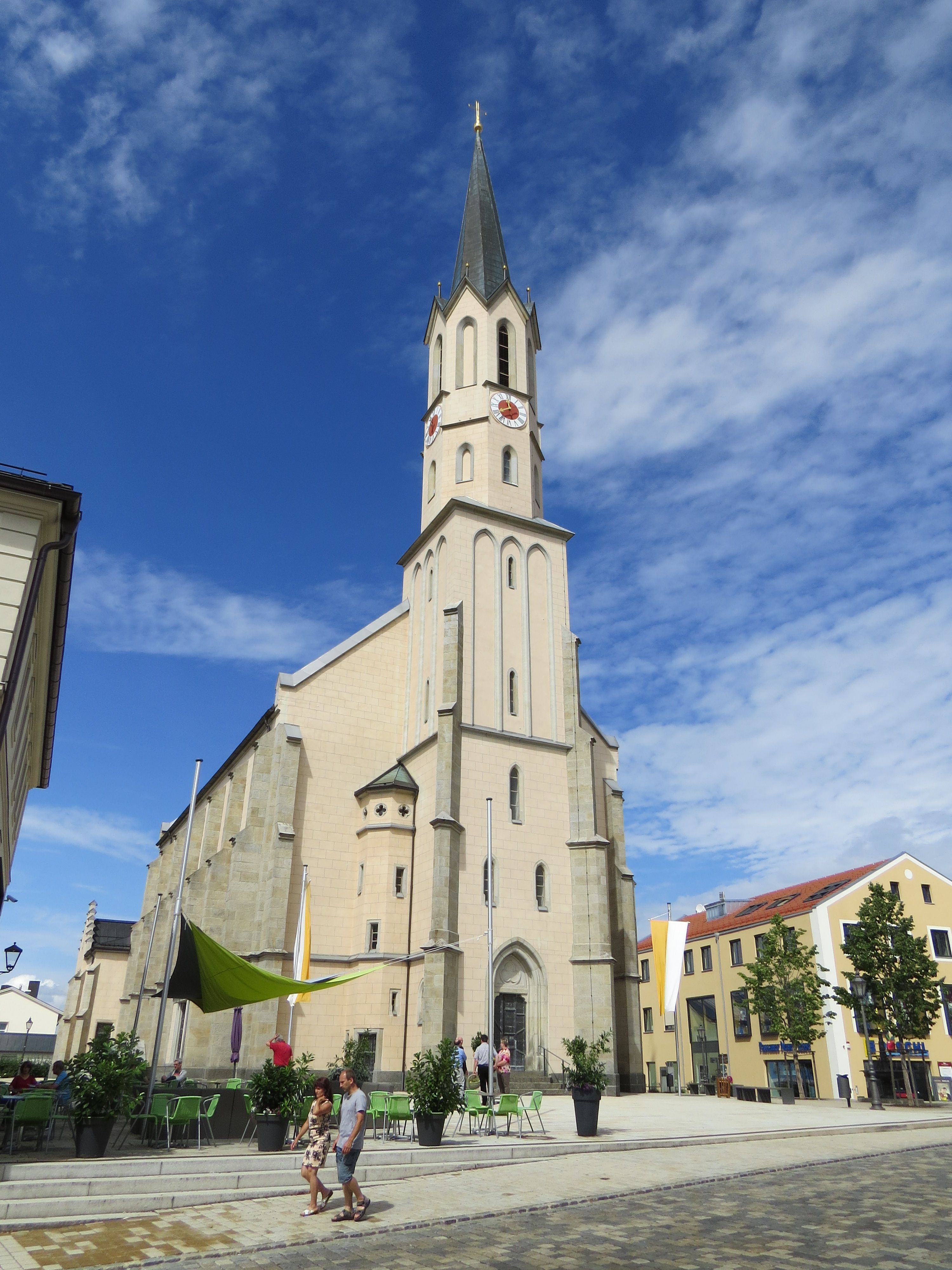
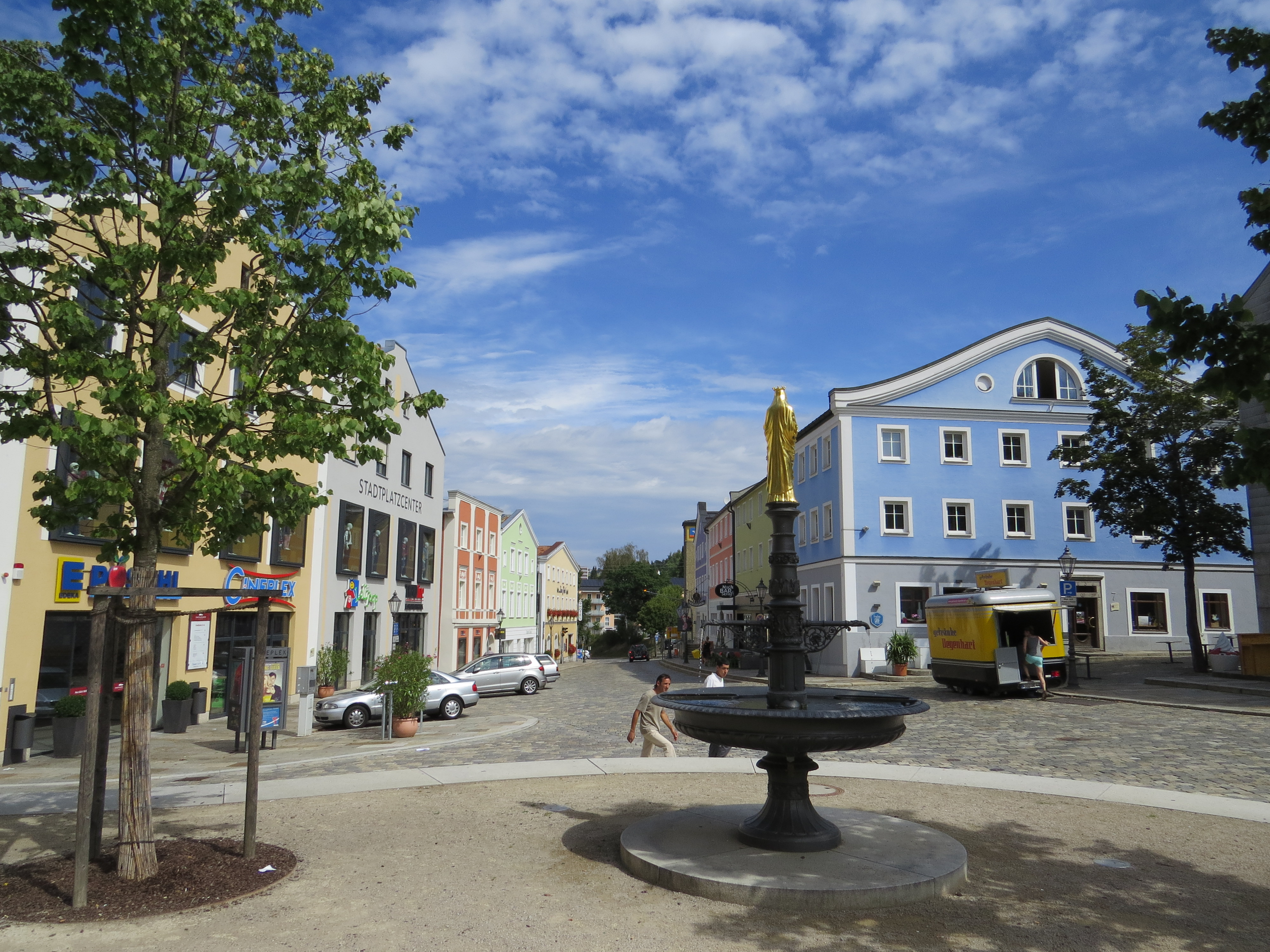
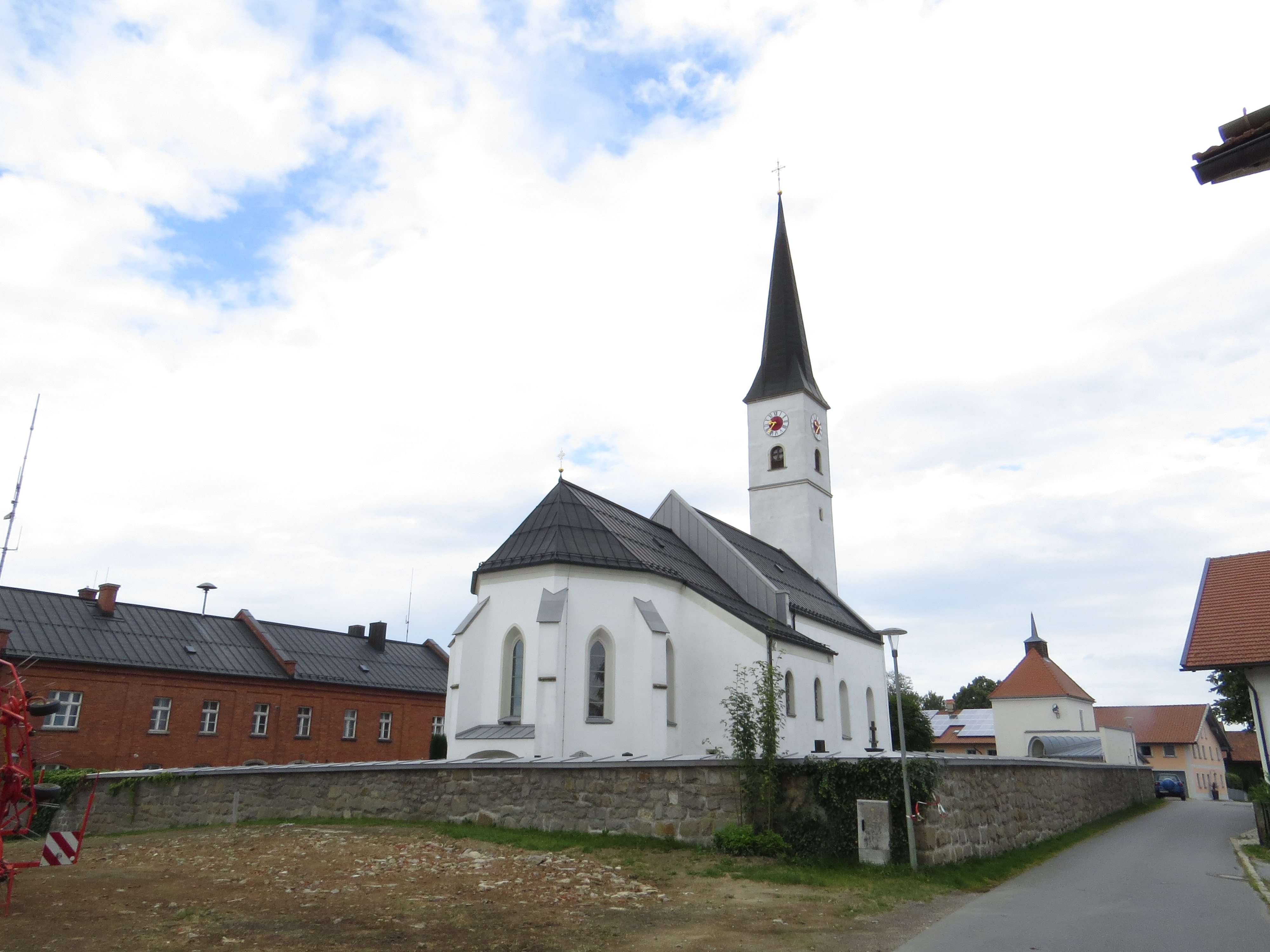
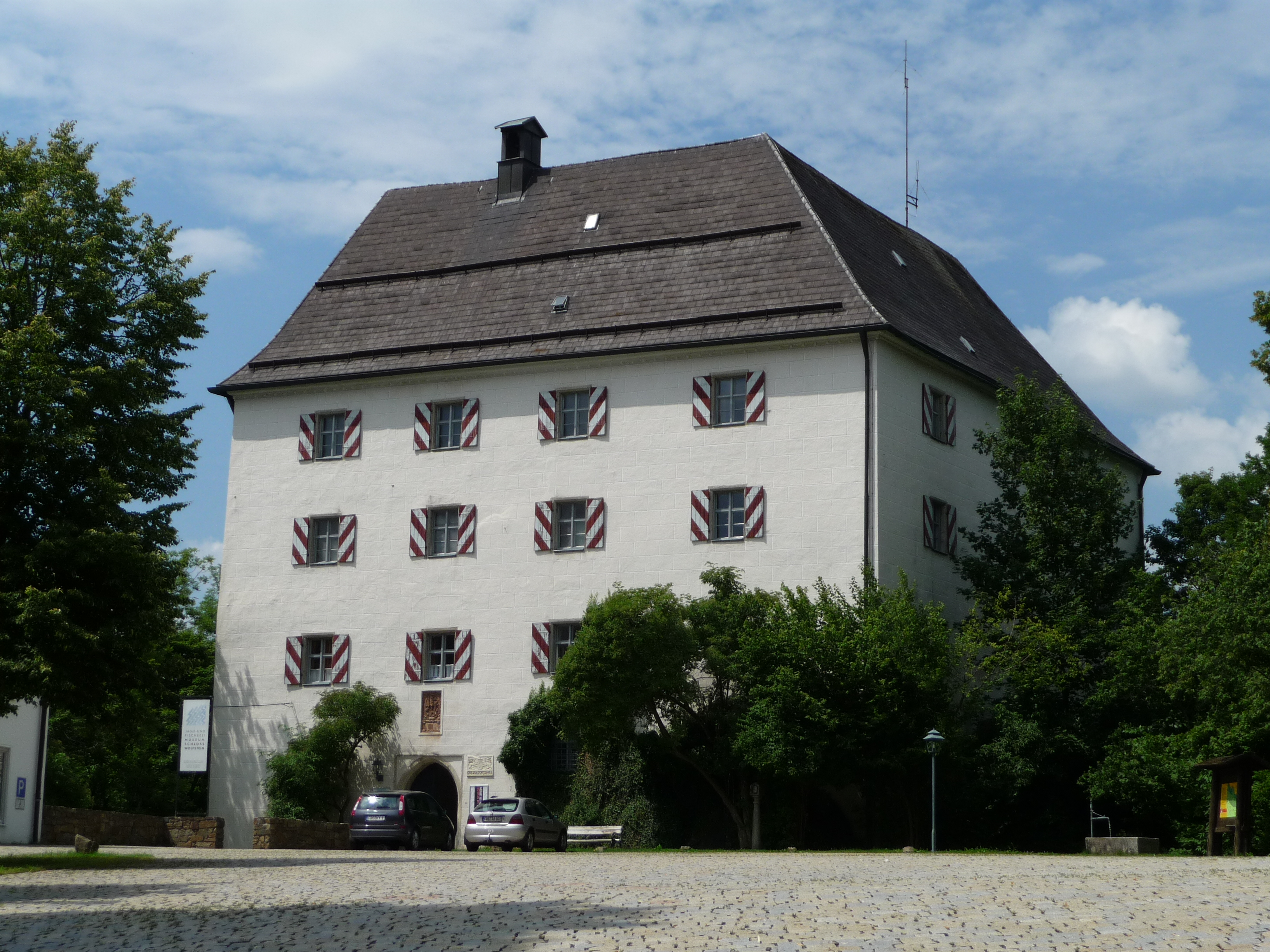